# Paul Greengrass
Paul Greengrass (Cheam, 13 agosto 1955) è un regista, sceneggiatore e produttore cinematografico britannico.

## Biografia
Studia a Cambridge e intraprende una carriera giornalistica che culminerà con la pubblicazione, a metà anni ottanta, di Spycatcher, saggio scritto a quattro mani con l'ex-agente dell'MI5 Peter Wright, in cui vengono svelati alcuni retroscena riguardo ai servizi segreti britannici.
La sua carriera cinematografica inizia con una cinepresa super 8 trovata a scuola e alcuni horror fatti in casa, con vecchie bambole per protagoniste. Questa passione per il cinema lo porta a lavorare per la televisione e culmina nel 1989 con il suo primo lungometraggio, Resurrected, seguito da molti telefilm. Del 1998 è invece La teoria del volo, con Kenneth Branagh e Helena Bonham Carter.
Interessato da tempo alla questione irlandese, nel 2002 la affronta con Bloody Sunday, in cui si focalizza sulla domenica del 30 gennaio 1972 a Derry, in Irlanda del Nord; lo stesso anno il film vincerà l'Orso d'Oro a Berlino. L'interesse di alcuni produttori statunitensi per Bloody Sunday consente a Greengrass di cimentarsi nel 2004 nella regia di The Bourne Supremacy, film che ottiene un grande successo internazionale.
Dopo aver scritto la sceneggiatura per un film sull'IRA, Omagh (2004), nel 2005 dirige uno dei primi film dedicati ai fatti dell'11 settembre 2001, United 93, che racconta la ribellione dei passeggeri su uno dei voli dirottati e vale al regista la prima nomination come miglior regista agli Oscar. Nel 2007 esce The Bourne Ultimatum - Il ritorno dello sciacallo, che vince 3 Oscar e che è stato, per molto tempo, l'ultimo film della saga diretto dal regista britannico: questi, infatti, dopo essere entrato in trattative con la Universal per la realizzazione di un quarto capitolo, ha lasciato il progetto per divergenze creative. La defezione di Greengrass ha comportato il rifiuto categorico dell'attore Matt Damon a prendere parte ad una nuova pellicola di Bourne senza il regista che ha portato la saga al successo. Nel 2013 esce Captain Phillips - Attacco in mare aperto, con Tom Hanks nel ruolo del protagonista. Il film è un successo di critica: infatti, viene nominato a 6 premi Oscar. Nel 2014, viene confermato il ritorno di Greengrass e di Damon alla serie di Bourne per la realizzazione di un nuovo capitolo, intitolato semplicemente Jason Bourne e che esce nelle sale nel 2016.

## Filmografia

### Regista

#### Cinema
- Resurrected (1989)
- La teoria del volo (The Theory of Flight) (1998)
- Bloody Sunday (2002)
- The Bourne Supremacy (2004)
- United 93 (2006)
- The Bourne Ultimatum - Il ritorno dello sciacallo (The Bourne Ultimatum) (2007)
- Green Zone (2010)
- Captain Phillips - Attacco in mare aperto (Captain Phillips) (2013)
- Jason Bourne (2016)
- 22 luglio (22 July) (2018)
- Notizie dal mondo (News of the World) (2020)

#### Televisione
- When the Lies Run Out – film TV (1993)
- Open Fire – film TV (1994)
- The One That Got Away – film TV (1996)
- The Fix – film TV (1997)
- The Murder of Stephen Lawrence – film TV (1999)

### Sceneggiatore
- Open Fire – film TV (1994)
- The One That Got Away – film TV (1996)
- The Fix – film TV (1997)
- The Murder of Stephen Lawrence – film TV (1999)
- Bloody Sunday (2002)
- Omagh – film TV (2004)
- United 93 (2006)
- Jason Bourne (2016)
- 22 luglio (22 July) (2018)
- Notizie dal mondo (News of the World), regia di Paul Greengrass (2020)

### Produttore
- Omagh – film TV (2004)
- United 93 (2006)
- Green Zone (2010)
- Jason Bourne (2016)
- 22 luglio (22 July) (2018)

### Attore
- Five Came Back, regia di Laurent Bouzereau (2017)

## Riconoscimenti
- 2014 – Golden Globe
  - Candidatura per il miglior regista per Captain Phillips – Attacco in mare aperto
- 2007 – Premio Oscar
  - Candidato per miglior regista per United 93